# Arroyo del Tala (Arroyo Maciel)
El arroyo del Tala es un curso de agua uruguayo que atraviesa el departamento de Flores perteneciente a la cuenca hidrográfica del Río de la Plata.
Nace en la cuchilla Grande Inferior y desemboca en el arroyo Maciel tras recorrer alrededor de 19 km.